# Рид, Крис (фигурист)
Крис Рид (англ. Chris Reed, яп. クリス・リード; 7 июля 1989, Каламазу, Мичиган — 14 марта 2020, Детройт, Мичиган) — японский фигурист, выступавший в танцах на льду. В паре с Каной Мурамото становился трёхкратным чемпионом Японии (2016—2018), победителем командного чемпионата мира (2017), серебряным призёром Азиатских игр (2017), бронзовым призёром чемпионата четырёх континентов (2018) и участником Олимпийских игр (2018).
Первой партнёршей Рида в танцах на льду была его старшая сестра Кэти. За совместно проведённые годы они стали семикратными чемпионами Японии (2008—2011, 2013—2015), серебряными призёрами Азиатских игр (2011), победителями командного чемпионата мира (2012) и участниками двух Олимпиад (2010, 2014). В 2015 году Кэти завершила соревновательную карьеру, после чего Крис три сезона катался с Каной Мурамото.

## Личная жизнь
Крис Рид родился и вырос в США. Его отец американец, а мать — японка. Кроме старшей сестры Кэти, с которой Крис ранее представлял в танцах на льду Японию, у него есть ещё младшая сестра Эллисон, выступавшая с Отаром Джапаридзе за Грузию. Позже она с Василием Роговым некоторое время выступала за Израиль. Затем она стала выступать за Литву с Саулюсом Амбрулявичюсом.

## Биография

### Начало карьеры
Крис начал кататься на коньках в 1994 году. Танцевальный дуэт с сестрой они составили в 2001 году. В 2006 пара выиграла чемпионат США в категории «новички» (англ. Novice).
Обычно за победами в категории «новички» следуют выступления на международных соревнованиях, таких как юниорская серия Гран-при, но Кэти (которая на два года старше брата) не могла уже считаться юниоркой по правилам Международного союза конькобежцев, потому что ей уже исполнилось 19 лет, а во взрослую сборную США, где очень высока конкуренция, они пробиться не смогли бы. Поэтому, когда им поступило предложение японской федерация конькобежного спорта выступать за родину матери, они согласились.

### Выступления с Кэти Рид
Начиная с сезона 2006—2007, пара представляет на международной арене Японию. Причём соревноваться они начали сразу во «взрослой» возрастной группе, пропустив юниорский уровень. Их дебют на серьёзном мировом уровне пришёлся на континентальный чемпионат.
В сезоне 2007—2008 Риды приняли участие в серии Гран-при, а также получили своё первое золото национального турнира (кроме них, других танцевальных дуэтов на чемпионате представлено не было). Кроме того, Риды в этом сезоне дебютировали на чемпионате мира, где заняли 16-е место.
В сезоне 2008—2009 подтвердили свой титул чемпионов страны, но на этот раз с ними соперничали два дуэта, а на чемпионате мира, так же как в прошлом году, заняли 16-е место. Как лучшие по рейтингу сезона японские танцоры были включены в команду страны на первый в истории командный чемпионат мира, где стали 5-ми, принеся в копилку команды 8 баллов.
В конце 2013 года на турнире в Германии пара боролась за право выступать на Олимпиаде в Сочи в соревнованиях танцевальных пар. В сложнейшей борьбе они сумели пробиться на главные соревнования четырёхлетия.
Однако на Олимпийских играх они выступили неудачно, не вошли в произвольную программу. Не задался у них и послеолимпийский сезон, и Кэти приняла решение завершить карьеру фигуристки. Крис встал в пару с новой партнёршей, К. Мурамато.

### Сезоны с Мурамото
Пара дебютировала на домашнем этапе Гран-при NHK Trophy, где они заняли предпоследнее место. В конце года они уверенно выиграли национальный чемпионат. Заняли второе место в начале января на Кубке Несквик в Польше, при этом улучшили все свои прежние достижения. Пара уверенно квалифицировалась на чемпионаты. На континентальном чемпионате в Тайбэе фигуристы вновь оказались лучшими танцорами кроме североамериканцев. На мировом чемпионате в Бостоне фигуристы уверенно вошли в число финалистов, при этом улучшили свои достижения в короткой программе. При этом все достижения Рида были лучше, чем с сестрой в прежней паре.
Новый предолимпийский сезон пара начала в США; в середине сентября на турнире в Солт-Лейк-Сити они относительно уверенно заняли второе место. При этом улучшили прежние достижения в коротком танце и сумме. В середине октября японские танцоры выступали на этапе Гран-при в Чикаго, где на Кубке Америки заняли место в середине турнирной таблицы. В конце декабря на национальном чемпионате в Осаке Мурамото и Рид уверенно повторили прошлогодний успех. В начале января 2017 года японская пара выступала в Польше на Кубке Нестли Несквик, фигуристы заняли третье место, при этом они улучшили свои прежние достижения в сумме и произвольной программе. В середине февраля фигуристы выступали в южнокорейском городе Каннын на континентальном чемпионате, где заняли место в конце десятки. Через неделю они приняли участие в Саппоро в VIII зимних Азиатских играх, где заняли второе место. В конце марта японские фигуристы выступали на мировом чемпионате в Хельсинки, где не сумели выйти в финальную часть. Через три недели на заключительном турнире сезона командном чемпионате мира японская пара улучшила свои прежние достижения в сумме и короткой программе. Это способствовало тому, что японская сборная выиграла золотые медали.
В сентябре японская пара начала олимпийский сезон в Солт-Лейк-Сити, где на турнире U.S. International Figure Skating Classic они финишировал с бронзовой медалью. В конце месяца фигуристы приняли участие в Оберсдорфе, где на квалификационном турнире Небельхорн, финишировали на втором месте и сумели завоевать для своей страны путёвку на зимние Олимпийские игры. При этом они улучшили свои прежние достижения в сумме и произвольном танце. Через полтора месяца фигуристы приняли участие в домашнем этапе серии Гран-при, где финишировали в конце турнирной таблицы. В конце ноября на американском этапе в Лейк-Плэсиде они финишировали также в конце турнирной таблицы. В конце декабря на национальном чемпионате страны пара в очередной раз уверенно стала чемпионами страны. В Тайбэе через месяц японские фигуристы на континентальном чемпионате улучшили все свои прежние спортивные достижения. Принимая во внимание, что сборные США и Канады были представлены вторыми составами, японцы впервые финишировали с бронзой. В начале февраля ещё до открытия Олимпийских игр в Южной Корее пара начала соревнования в командном турнире. Они в Канныне финишировали в короткой программе в середине турнирной таблицы. В произвольной программе они финишировали последними. Японская сборная в итоге финишировала пятой. В середине февраля на личном турнире Олимпийских игр японские танцоры выступили удачно, они сумели финишировать в середине второй десятки. В конце марта спортсмены выступали в Милане на мировом чемпионате, где финишировали в начале второй десятки. Им удалось незначительно улучшить все свои прежние достижения и занять самое высокое место в своей истории.
Летом, к удивлению всех специалистов, пара распалась.
В марте 2020 года внезапно скончался от сердечной недостаточности.

## Результаты
| Результаты выступлений в паре с Кэти Рид |       |       |       |       |       |       |       |       |       |       |
| Соревнования                             | 05/06 | 06/07 | 07/08 | 08/09 | 09/10 | 10/11 | 11/12 | 12/13 | 13/14 | 14/15 |
| Международные                            |       |       |       |       |       |       |       |       |       |       |
| Олимпиада — танцы                        |       |       |       |       | 17    |       |       |       | 21    |       |
| Олимпиада — команда                      |       |       |       |       |       |       |       |       | 5     |       |
| Чемпионат мира                           |       |       | 16    | 16    | 15    | 13    | 24    | 20    | 18    | 22    |
| Четыре континента                        |       | 7     | 7     |       |       |       |       | 7     |       |       |
| Гран-при Японии                          |       |       | 8     | 8     | 7     | 7     | 7     | 5     | 6     | 6     |
| Гран-при США                             |       |       | 9     |       |       | 7     |       |       | 5     |       |
| Nebelhorn Trophy                         |       |       |       |       |       |       | 4     |       | 7     |       |
| Золотой конёк                            |       | 4     |       |       | 5     |       |       | 9     |       |       |
| World Team Trophy                        |       |       |       | 3     |       |       | 1     | 3     |       | 3     |
| Азиатские игры                           |       |       |       |       |       | 2     |       |       |       |       |
| Toruń Cup                                |       |       |       |       |       |       |       | 2     |       | 4     |
| NRW Trophy                               |       |       |       |       |       |       |       | 2     |       |       |
| Национальные                             |       |       |       |       |       |       |       |       |       |       |
| Чемпионат Японии                         |       | 2     | 1     | 1     | 1     | 1     |       | 1     | 1     | 1     |
| Чемпионат США (новички)                  | 1     |       |       |       |       |       |       |       |       |       |

| Выступления с Каной Мурамото |       |       |       |
| Соревнования                 | 15/16 | 16/17 | 17/18 |
| Международные                |       |       |       |
| Олимпиада — танцы            |       |       | 15    |
| Олимпиада — команда          |       |       | 5     |
| Чемпионат мира               | 15    | 23    | 11    |
| Четыре континента            | 7     | 9     | 3     |
| Гран-при Японии              | 7     |       | 9     |
| Гран-при США                 |       | 8     | 7     |
| Nebelhorn Trophy             |       |       | 2     |
| U.S. Classic                 |       | 2     | 3     |
| World Team Trophy            |       | 1     |       |
| Азиатские игры               |       | 2     |       |
| Toruń Cup                    | 2     | 3     |       |
| Национальные                 |       |       |       |
| Чемпионат Японии             | 1     | 1     | 1     |